# Aszano Tecuja
Aszano Tecuja (Hokota, 1967. február 23. –) japán válogatott labdarúgó.

## Nemzeti válogatott
A japán válogatottban 8 mérkőzést játszott, melyeken 1 gólt szerzett.

## Statisztika
| Japán válogatott | Japán válogatott | Japán válogatott |
| Időszak          | Mérk.            | gól              |
| ---------------- | ---------------- | ---------------- |
| 1991             | 2                | 0                |
| 1992             | 3                | 0                |
| 1993             | 0                | 0                |
| 1994             | 3                | 1                |
| Összesen         | 8                | 1                |